# Đảo Maurelle
Đảo Maurelle là một hòn đảo thuộc tỉnh bang British Columbia, Canada. Đảo là một phần của quần đảo Discovery, nằm giữa đảo Vancouver và bờ biển thuộc đất liền Canada, tọa lạc trong khoảng nước giữa hai eo biển Georgia và eo biển Johnstone.
Đảo Maurelle nằm ở phía đông bắc của đảo Quadra, phía đông nam của đảo Sonora, và phía bắc của đảo Read. Hòn đảo này được tách ra từ đất liền bởi eo biển Calm, từ Đảo Quadra bởi eo biển Okisollo, từ đảo Read bởi eo biển Whiterock, và từ đảo Sonora bởi một eo biển Hole.